# Hans-Dieter Schlegel
Hans-Dieter Schlegel (* 31. Dezember 1925 in Halle (Saale); † 17. Dezember 1987 in Bautzen) war ein deutscher Schauspieler und Regisseur. 

## Leben
Hans-Dieter Schlegel studierte Literatur-, Kunst- und Theatergeschichte sowie Philosophie an der Staatlichen Hochschule für Theater und Musik in Halle (Saale), die er mit dem Staatsexamen als Regisseur und Schauspieler 1949 abschloss. Bereits während seines Studiums wirkte er am Kabarett Nervenmühle mit. Sein erstes festes Engagement nach der Hochschule erhielt er am Landestheater Halle als Schauspieler und Spielleiter. In dieser Zeit leitete er auch mehrere Volkskunstgruppen in Leuna und Halle an. Für die Deutschlandtreffen der Jugend 1950 in Berlin erarbeitete er das Landesprogramm der FDJ Sachsen-Anhalt, das als bestes Programm der DDR ausgezeichnet wurde. Zusätzlich zu seiner Arbeit hielt er vor Tausenden interessierter Laien mehr als 300 Lichtbildvorträge über theaterwissenschaftliche Probleme und über die theaterpraktische Arbeit.
Seit 1956 war Hans-Dieter Schlegel, inzwischen auch Mitglied der Christlich-Demokratischen Union der DDR, als Regisseur für das DEFA-Studio für Synchronisation tätig und konnte allein bis 1964 über 60 Film-Synchronisationen verantworten. Weiter häuften sich seine Auftritte in DEFA-Filmen und für den Deutschen Fernsehfunk, bei dem er allein in den Jahren von 1960 bis 1964 in über 40 Produktionen mitgewirkt hat. Auch gesellschaftlich war er sehr aktiv, denn von 1950 bis 1954 war er Mitglied des Zentralvorstandes der Gewerkschaft Kunst und 1956 wurde er in einem Berliner Stadtbezirk als Abgeordneter in die Bezirksverordnetenversammlung gewählt.
Hans-Dieter Schlegel war mit der Schauspielerin Sylva Schüler verheiratet.

## Filmografie
- 1954: Gefährliche Fracht
- 1959: Ware für Katalonien
- 1961: Gewissen in Aufruhr (Fernsehmehrteiler, 1 Teil)
- 1962: Josef und alle seine Brüder (Fernsehfilm)
- 1963: For Eyes Only
- 1963: Karbid und Sauerampfer
- 1963: Verliebt und vorbestraft
- 1965: Wolf unter Wölfen (Fernsehmehrteiler, 1 Teil)
- 1966: Hände hoch oder ich schieße
- 1969: Krupp und Krause (Fernsehmehrteiler, 1 Teil)
- 1972: Schwarzer Zwieback
- 1972: Laut und leise ist die Liebe
- 1975: Lotte in Weimar
- 1975: Till Eulenspiegel
- 1975: Das unsichtbare Visier (Fernsehserie, 2 Episoden)
- 1978: Das unsichtbare Visier (Fernsehserie, 1 Episode)
- 1981: Als Unku Edes Freundin war
- 1981: Teheran 43
- 1985: Sachsens Glanz und Preußens Gloria (Fernsehmehrteiler, 1 Teil)

## Theater
- 1952: Paul Herbert Freyer: Auf verlorenen Posten (Wolfgang) – Regie:Fritz Süßenbach (Theater der Jungen Garde Halle)
- 1968: Johann Strauss (Sohn): Der Zigeunerbaron – Regie: Erwin Leister (Theater der Bergarbeiter Senftenberg)
- 1971: Hans Holdsch: Villon kommt über Paris (Muschelbandenchef) – Regie: Manfred Patschke (Bühnen der Stadt Gera)
- 1973: Rudi Strahl: Keine Leute – Keine Leute – Regie: Christian Bleyhoeffer (Bühnen der Stadt Gera)
- 1978: William Shakespeare: Maß für Maß – Regie: Bernd Röther (Gerhart-Hauptmann-Theater Görlitz-Zittau)
- 1984: Peter Hacks: Amphitryon (Galilei) – Regie: Jörg Liljeberg (Deutsch-Sorbisches Volkstheater Bautzen)

### Regie
- 1953: Friedrich Schiller: Turandot (Theater der Jungen Garde Halle)
- 1953: Marta Nawrath: Die Mutprobe (Theater der Jungen Garde Halle)
- 1960: Frances Goodrich/Albert Hackett: Das Tagebuch der Anne Frank (Theater der Bergarbeiter Senftenberg)
- 1963: Gotthold Ephraim Lessing: Minna von Barnhelm (Theater Staßfurt)

## Synchronregie im Film
- 1957: Ein zum Tode Verurteilter ist entflohen
- 1959: Die Prinzessin mit dem goldenen Stern
- 1962: Licht im Dunkel
- 1964: Sprung ins Dunkel